# Alchemilla iratiana
Alchemilla iratiana är en rosväxtart som beskrevs av S. Fröhner. Alchemilla iratiana ingår i släktet daggkåpor, och familjen rosväxter. Inga underarter finns listade i Catalogue of Life.